# Буундокс
„Буундокс“ (на английски: The Boondocks) е американски анимационен сериал, създаден от Арън Макгръдър, базиран на неговия комикс през от периода 1999 – 2006 г. Сериалът се излъчва от Adult Swim, нощен блок на Cartoon Network. Започва на 6 ноември 2005 г. и завършва на 23 юни 2014 г.

## Герои
- Хюи Фрийман – главният герой в сериала.
- Райли Фрийман – малкият брат на Хюи
- Робърт Фрийман – дядото на Хюи и Райли.
- Том Дюбоа – адвокат, съсед и приятел на Робърт
- Сара Дюбоа – жената на Том
- Джазмин Дюбоа – дъщерята на Том и Сара, приятелка на Хюи и Райли
- Чичо Ръкъс – приятел на Робърт

## „Буундокс“ В България
В България започва излъчване по Нова телевизия около 2013–2014 г. обикновено след полунощ, а заглавието не фигурира в програмата на телевизиите. Четвърти сезон е излъчен през 2016 г. Първи и втори сезон са с български дублаж, а трети и четвърти са със субтитри. В дублажа участват Петя Миладинова, Йорданка Илова и Здравко Методиев.